# Chattooga megye
Chattooga megye az Amerikai Egyesült Államokban, azon belül Georgia államban található. Megyeszékhelye és legnagyobb városa Summerville. Lakosainak száma 24 965 fő (2020. április 1.). Chattooga megye Walker, Floyd, Cherokee és DeKalb megyékkel határos.

## Népesség
A megye népességének változása:
| Lakosok száma | 25 981 | 25 704 | 25 632 | 25 138 | 24 922 | 24 965 |
|               | 2010   | 2011   | 2012   | 2013   | 2015   | 2020   |